# Стрежешть
Стрежешть, Стрежешті (рум. Strejești) — село у повіті Олт в Румунії. Адміністративний центр комуни Стрежешть.
Село розташоване на відстані 145 км на захід від Бухареста, 13 км на північний захід від Слатіни, 43 км на північний схід від Крайови.

## Населення
За даними перепису населення 2002 року у селі проживали 905 осіб, з них 900 осіб (99,4%) румунів. Рідною мовою 904 особи (99,9%) назвали румунську.